# Nesophrosyne sanguinea
Nesophrosyne sanguinea är en insektsart som beskrevs av Henry Fairfield Osborn 1935. Nesophrosyne sanguinea ingår i släktet Nesophrosyne och familjen dvärgstritar. Inga underarter finns listade i Catalogue of Life.